# جاستن ولز
جاستن ولز (بالإنجليزية: Justin Wells)‏ هو لاعب كرة القدم الكندية أمريكي، ولد في 6 يناير 1988 في بالتيمور في الولايات المتحدة.